# Kilian Jornet Burgada
Kilian Jornet Burgada (født 27. oktober 1987 i Sabadell, Catalonien, Spanien) er en catalansk professionel ski alpinist og ultraløber. Takket være sine mange sejre fra de mest prestigefyldte ultramaratonløb, bl.a. Western States 100, Hardrock 100, eller Ultra-Trail du Mont-Blanc, bliver han ofte nævnt som verdens bedste trailløber. Desuden har han sat rekordtider på opstigning og nedstigning af bl.a. Matterhorn, Mont Blanc og Denali.

## Biografi
Kilian Jornet er søn af bjergguide Eduard Jornet og lærer Núria Burgada. Sammen med sin lillesøster Naila Jornet Burgada er han vokset op i Pyrenæerne, hvor hans far bestyrede en turisthytte i 1986 m.o.h. Allerede i sin barndom har han besteget flere over 3000 m.o.h.høje bjergtoppe. Han startede sin karriere som alpinist og alpin skiløber i 1999, hvor han deltog i La Molina skiløb. Skønt han stadig var junior, kunne han nemt følge med tidens bedste skialpinister fra seniorklassen, og endda vinde over dem. Siden er han flere gange blevet verdensmester i både skialpinisme og Skyrunner World Series.
I 2014 blev han valgt som ”årets eventyrer” af det amerikanske blad National Geographic.

## Summits of My Life
Summits of My Life er Kilian Jornets projekt, hvor han stræber efter at sætte rekorder på de vigtigste bjerge verden rundt. I 2013 har han opnået sit mål på Mont Blanc, da han besteg bjerget fra Chamonix op og ned på 4 timer og 57 minutter. Det samme år fejrede han også succes på Matterhorn, hvor han med et løb op og ned på 2 timer og 52 minutter knækkede Bruno Brunods rekord fra 1995 med mere end 20 minutter. Året efter satte han rekorder på Denali og Aconcagua. I 2015 lagde han en plan for at bestige Mount Everest i rekordtid, men planen blev ødelagt af det voldsomme jordskælv der ramte Nepal i foråret 2015.
Som en del af projektet har Kilian Jornet udgivet tre dokumentarfilm: A Fine Line (2012), Déjame vivir (2014), og Langtang (2015). Den sidstnævnte viser Jornets rejse til det ødelagte Nepal, hvor han gjorde nytte af sin gode fysiske tilstand samt sine erfaringer fra høje bjerge til at hjælpe med redningsarbejde i de mest øde dele af landet.

## Privatliv
Kilian Jornets kæreste, svensker Emelie Forsberg hører til blandt de bedste kvindelige ultraløbere.